# گمشده: آن سوی دیگر
گمشده: آن سوی دیگر (کره‌ای: 미씽: 그들이 있었다) یک مجموعهٔ تلویزیونی کره جنوبی سال ۲۰۲۰ با بازی گو سو و هو جون هو است و یک درام فانتزی دلهره‌آور است که در دهکده‌ای رازآلود که ارواح در آن زندگی می‌کنند، واقع شده‌است. فصل اول این مجموعه از ۲۹ اوت تا ۱۱ اکتبر ۲۰۲۰، روزهای شنبه و یکشنبه ساعت ۲۲:۵۰ (کی‌اس‌تی) از اوسی‌ان برای ۱۲ قسمت پخش شد.
پخش فصل دوم از اوسی‌ان به تی‌وی‌ان منتقل شد و از ۱۹ دسامبر ۲۰۲۲ تا ۳۱ ژانویه ۲۰۲۳، روزهای دوشنبه و سه‌شنبه ساعت ۲۰:۵۰ (کی‌اس‌تی) برای ۱۴ قسمت پخش شد.

## بررسی اجمالی مجموعه
| فصل | قسمت‌ها | قسمت‌ها | تاریخ اصلی روی آنتن رفتن | تاریخ اصلی روی آنتن رفتن | تاریخ اصلی روی آنتن رفتن | زمان پخش                                   | میانگین سهم مخاطب (هزار) |
| فصل | قسمت‌ها | قسمت‌ها | اولین بار                | آخرین بار                | شبکه                     | زمان پخش                                   | میانگین سهم مخاطب (هزار) |
| --- | ------ | ------ | ------------------------ | ------------------------ | ------------------------ | ------------------------------------------ | ------------------------ |
| ۱   | ۱۲     | ۱۲     | ۲۹ اوت ۲۰۲۰              | ۱۱ اکتبر ۲۰۲۰            | اوسی‌ان                   | روزهای شنبه و یکشنبه ساعت ۲۲:۵۰ (کی‌اس‌تی)   | ۷۸۶                      |
| ۲   | ۱۴     | ۱۴     | ۱۹ دسامبر ۲۰۲۲           | ۳۱ ژانویه ۲۰۲۳           | تی‌وی‌ان                   | روزهای دوشنبه و سه‌شنبه ساعت ۲۰:۵۰ (کی‌اس‌تی) | ۱۰۴۱                     |

## بازیگران

### اصلی
- گو سو در نقش کیم ووک
- هو جون هو در نقش جانگ پان سوک
- آن سو-هی در نقش لی جونگ آه[۴]
- ها جون در نقش شین جون هو
- سو اون-سو در نقش چوی یو نا[۵]